# 와일드 와디 워터파크

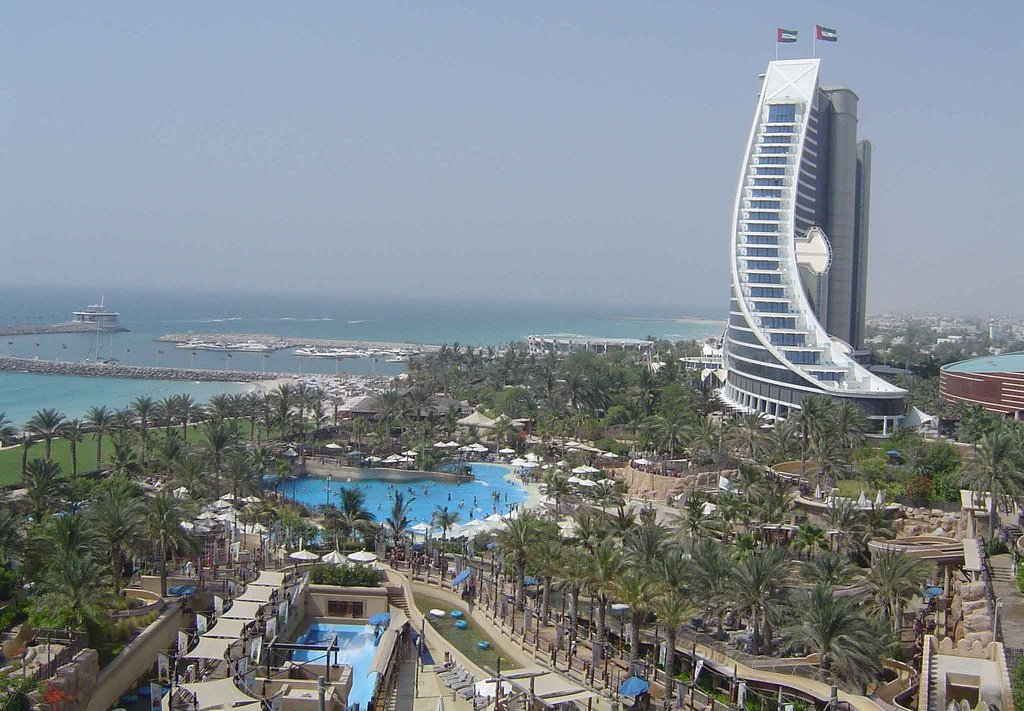
와일드 와디 워터파크

와일드 와디 워터파크(아랍어: حديقة وايلد وادي المائية, 영어: Wild Wadi Water Park)는 아랍에미리트 두바이에 있는 워터파크이다. 부르즈 알 아랍과 주메이라 비치 호텔 옆에 있는 주메이라 지역에 위치하고 있아며, 주메이라 그룹에 의해 운영된다.
와일드 와디는 온수와 냉수의 파도풀장, 다수의 워터 슬라이더, 2개의 인공 서핑이 있다. 또한 북아메리카 이외에서 최대의 워터 슬라이더가 있었지만, 2개의 다른 놀이기구를 만들기 위한 공간으로 사용되고 철거되었다. 또한 10분마다 흐르는 18m (59ft) 폭포도 특징적이다. 워터파크에는 2개의 선물 가게과 3개의 레스토랑, 2개의 스낵 스탠드가 있다.